# Angst (Rammstein)
Angst è un singolo del gruppo musicale tedesco Rammstein, pubblicato il 26 agosto 2022 come quarto estratto dall'ottavo album in studio Zeit.

## Descrizione
Si tratta di uno dei brani più pesanti del disco, caratterizzato da un riff tipicamente heavy metal (che si protrae per tutta la durata del brano) e da un coro nel ritornello.

## Video musicale
Il video, diretto da Robert Gwisdek, è stato reso disponibile il 29 aprile 2022, giorno di uscita dell'album, è di carattere politico (con molti riferimenti agli Stati Uniti d'America) e presenta un'ambientazione prevalentemente scura, facendo riferimento al tradizionale gioco per bambini L'uomo nero.

## Tracce
CD, 7", streaming
1. Angst – 3:44
2. Angst (RMX by Twocolors) – 4:01

Download digitale – remix
1. Angst (RMX by Twocolors) – 4:00

## Formazione
Gruppo
- Christoph Doom Schneider – batteria
- Oliver Riedel – basso
- Doktor Christian Lorenz – tastiera
- Paul Landers – chitarra
- Richard Z. Kruspe – chitarra
- Till Lindemann – voce

Altri musicisti
- Constantin Krieg – sintetizzatore aggiuntivo

Produzione
- Olsen Involtini – produzione, registrazione, missaggio
- Rammstein – produzione
- Florian Ammon – montaggio Pro Tools e Logic, ingegneria del suono, produzione aggiuntiva
- Daniel Cayotte – assistenza tecnica
- Sky Van Hoff – registrazione, montaggio e produzione aggiuntiva parti di chitarra
- Jens Dressen – mastering

## Classifiche
| Classifica (2022)       | Posizione massima |
| ----------------------- | ----------------- |
| Austria                 | 21                |
| Germania                | 5                 |
| Stati Uniti (hard rock) | 12                |
| Svezia                  | 71                |
| Svizzera                | 19                |